# Rivière Maleville
Pour les articles homonymes, voir Maleville (homonymie).
La rivière Maleville est un cours d'eau de Basse-Terre en Guadeloupe se jetant dans la mer des Caraïbes.

## Géographie
Longue de 3,5 km, la rivière Maleville prend sa source à environ 641 mètres d'altitude, sur les flancs du Piton Grand Fond, sur le territoire de la commune de Deshaies, où elle s'écoule tout au long de son cours. Elle est alimentée par les eaux de différentes petites ravines pour se jeter dans l'anse Ferry au pied de la pointe Paul Thomas en mer des Caraïbes au lieu-dit de Ferry.